# Batalha de Fromelles
A Batalha de Fromelles (pronúncia em francês: [fʁɔmɛl]; 19–20 de Julho de 1916), consistiu numa operação militar britânica na Frente Ocidental durante a Primeira Guerra Mundial, incluída na maior Batalha do Somme. O quartel-general da Força Expedicionária Britânica (BEF) deu ordens ao Primeiro e Segundo Exércitos para prepararem ataques de apoio ao Quarto Exército em Somme a 80 quilómetros a sul, para explorar qualquer fraqueza nas defesas alemães ali instaladas. O ataque teve lugar a 16 quilómetros de Lille, entre a estrada Fauquissart–Trivelet e a Quinta Cordonnerie, uma zona sem ninguém desde o cume Aubers até mais a sul. O terreno era de baixa altitude e muitas das fortificações defensivas de ambos os lados consistiam de amontoados de terra, em vez de trincheiras.
A operação foi levada a cabo pelo XI Corpo, do Primeiro Exército, juntamente com a 61.ª Divisão, 5.ª Divisão Australiana e Força Imperial Australiana (AIF), contra a 6.ª Divisão de Reserva da Baviera,apoiada por duas divisões de flanco do 6.º Exército. Os preparativos para o ataque foram apressados, as tropas envolvidas não tinham experiência em guerra de trincheiras e a força da defesa alemã foi bastante subestimada - um soldado britânico pra dois alemães. O avanço foi realizado de dia contra as defesas no cume Aubers, numa frente estreita que deixou a artilharia alemã de cada lado livre para abrir fogo aos flancos dos atacantes. O ataque previsto pela 61.ª Divisão na manhã de 20 de Julho foi cancelado, pois os britânicos aperceberam-se de que o contra-ataque alemão tinha forçado a retirada das tropas australianas para a linha da frente original.
No dia 19 de Julho, o general von Falkenhayn, o chefe do Estado-Maior, avaliou o ataque britânico como sendo uma longa e planeada ofensiva contra o 6.º Exército. No dia seguinte, quando ficou a ser conhecido o efeito do ataque, e quando foi apreendida uma ordem operacional do XI Corpo que descrevia a intenção limitada da operação, Falkenhayn deu ordem ao Corpo da Guarda de Reserva para retirar e juntar-se à frente do Somme. A Batalha de Fromelles infligiu algumas baixas do lado alemão, mas não foi conquistado nenhum terreno nem movimentou muitas tropas para o Somme. O ataque marcou a primeira acção da AIF na Frente Ocidental, e o Memorial de Guerra Australiano descreve a batalha como "as piores 24 horas em toda a história da Austrália". Das 7 080 baixas do BEF, 5 533 eram da da 5.ª Divisão Australiana; os alemães perderam entre 1 600 a 2 000 homens, e foram feitos 150 prisioneiros